# Juval Ne'eman
Juval Ne'eman (hebrejsky יובל נאמן‎; 14. května 1925 – 26. dubna 2006) byl izraelský fyzik a politik. V 80. letech byl poslancem Knesetu za pravicovou nábožensky-nacionalistickou stranu Techija a zastával post ministra energetiky a infrastruktury a ministra vědy a rozvoje v izraelské vládě. Juval Ne'eman patřil mezi přední izraelské vědce a mezi jeho specializaci patřila fyzika a jaderná fyzika. Podporoval rozvoj výzkumu vesmíru a rozvoje satelitů a mezi jeho počiny patří založení Izraelské kosmické agentury. Mimo jiné též zastával funkci prezidenta Telavivské univerzity.

## Biografie
Narodil se v Tel Avivu ještě za dob britské mandátní Palestiny, střední školu absolvoval v patnácti letech a v téže době vstoupil do Hagany. Později vystudoval strojírenství na Techionu v Haifě. Během izraelské války za nezávislost sloužil u Izraelských obranných sil (IOS) jako zástupce velitele praporu, později jako operační důstojník v Tel Avivu a velitel brigády Givati. Po válce, v letech 1952 až 1954 sloužil jako zástupce velitele operačního oddělení Generálního štábu a velitel oddělení plánování IOS. V této roli pomohl zorganizovat izraelskou armádu v armádu založenou na rezervistech, vypracovat systém mobilizace a sepsal první návrh izraelské obranné doktríny. V letech 1958 až 1960 byl izraelským vojenským atašé ve Spojeném království, kde studoval na Imperial College London v doktorském studiu fyziku pod školitelem, kterým byl nositel Nobelovy ceny za fyziku Abdus Salam. V roce 1961 byl demobilizován z armády v hodnosti plukovníka.

## Vědecká kariéra
Jedním z Ne'emanových největších úspěchů ve fyzice byl z roku 1961 jeho objev klasifikace hadronů přes SU(3) aroma symetrie, dnes známý jako Eightfold Way, kterou nezávisle na něm navrhl Murray Gell-Mann. Tato SU(3) symetrie položila základ kvarkového modelu, který navrhl Gell-Mann a George Zweig v roce 1964 (nezávisle na sobě).
Ne'eman byl zakladatelem Školy fyziky a astronomie při Telavivské univerzitě, kterou v letech 1965 až 1972 vedl, dále v letech 1971 až 1975 zastával funkci prezidenta Telavivské univerzity a v letech 1979 až 1997 post ředitele Sacklerova institutu vyšších studií. V letech 1968 až 1990 byl rovněž ředitelem Centra částicové teorie při University of Texas. Byl silným zastáncem významu vesmírného výzkumu a satelitů na budoucí izraelskou ekonomiku a bezpečnost, a z toho důvodu v roce 1983 založil Izraelskou kosmickou agenturu, kterou vedl prakticky až do své smrti. V letech 1965 až 1984 vedl komisi atomové energie a zastával funkci vědeckého ředitele jaderného výzkumného centra v Soreku. V letech 1974 až 1976 byl vrchním vědcem na ministerstvu obrany.

## Politická kariéra
Koncem 70. let se stal jedním ze zakladatelů strany Techija, která vznikla odštěpením od vládnoucího Likudu. Toto štěpení bylo protestem vůči podpoře mírových dohod z Camp Davidu ze strany premiéra Menachema Begina, které vedly k mírové smlouvě s Egyptem a v důsledku k evakuaci izraelských osad na Sinajské poušti. Poprvé byl poslancem Knesetu zvolen ve volbách v roce 1981, ve kterých Techija získala tři poslanecké mandáty. Strana se stala součástí Beginovy koaliční vlády zhruba rok po volbách a Ne'eman byl jmenován ministrem vědy a rozvoje (pozdější název funkce je ministr vědy a technologie).
Svůj poslanecký mandát si udržel i po následujících volbách v roce 1984, po nichž však již Techija nebyla součástí vlády národní jednoty vytvořené mezi Likudem a Ma'arachem. Zpět do vlády se strana nedostala ani po volbách v roce 1988. Na svůj poslanecký mandát Ne'eman rezignoval 31. ledna 1990 a na jeho místo nastoupil Geršon Šafat. V červnu téhož roku se však Techija stala vládní stranou poté, co Ma'arach koaliční vládu opustil. Ne'eman byl následně jmenován ministrem energetiky a infrastruktury a ministrem vědy a technologie, a to přesto, že nebyl poslancem Knesetu. O ministerské funkce přišel po volbách v roce 1992, po nichž odešel z politiky.
Zemřel 26. dubna 2006 ve věku 80 let v Tel Avivu v důsledku akutní mozkové mrtvice. Zanechal po sobě manželku Dvoru, syna, dceru a sestru Rut Ben Jisra'el. Je pohřben na Trumpeldorově hřbitově v Tel Avivu.

## Ocenění
- V roce 1969 byla Ne'emanovi udělena Izraelská cena za přínos na poli přesných věd (Ne'eman cenu v roce 1992 vrátil na protest proti jejímu udělení Emilu Habíbímu).
- V roce 1970 byla Ne'emanovi udělena Cena Alberta Einsteina za jeho jedinečný přínos v oblasti fyziky.
- V roce 2003 byla Ne'emanovi udělena cena EMET za umění, vědu a kulturu, a to za průkopnický přínos v dešifrování atomového jádra a jeho složek a za Ne'emanův mimořádný vědecký přínos rozvoji subatomární fyziky v Izraeli.

Mimo to mu byla udělena ocenění College de France Medal a Officer's Cross of the French Order of Merit (Paříž, 1972), Wigner Medal (Istanbul-Austin, 1982), Birla Science Award (Hyderabad, 1998) a další ceny a čestné doktoráty na univerzitách v Evropě a Spojených státech.